# Vallecillo (Honduras)
Vallecillo è un comune dell'Honduras facente parte del dipartimento di Francisco Morazán.
Il comune venne istituito il 5 dicembre 1986 con parte del territorio del comune di Cedros.